# (15497) Lucca
(15497) Lucca (1999 DE7) – planetoida z pasa głównego asteroid okrążająca Słońce w ciągu 5,56 lat w średniej odległości 3,14 j.a. Odkryta 23 lutego 1999 roku.